# Diocesi di Mayo
La diocesi di Mayo (in latino Dioecesis Magionensis) è una sede soppressa della Chiesa cattolica; è annoverata fra le sedi titolari della Chiesa cattolica con il nome di Mageó (in latino Mugensis).

## Territorio
La diocesi si estendeva nella parte occidentale dell'Irlanda tra il fiume Dalgin a Kilvine fino ad Achill Head.
Giunse ad avere giurisdizione su ventotto parrocchie.

## Storia
La diocesi fu eretta nella seconda metà del VII secolo ed ebbe origine monastica.
L'antica sede monastica di Aghagower non sopravvisse alla riorganizzazione delle diocesi irlandesi del XII secolo e il suo territorio fu incorporato nella diocesi di Mayo. Con il sinodo di Kells del 1152 la diocesi di Mayo divenne suffraganea dell'arcidiocesi di Tuam.
Nel 1202, con effetto a partire dalla morte del vescovo Krite O'Duffey nel 1210, la diocesi fu formalmente soppressa, ma dal XV secolo si trovano nuovi vescovi di Mayo.
A seguito dello scisma anglicano del 1534 voluto da Enrico VIII d'Inghilterra, il vescovo Patrick O'Hely morì martire a Kilmallock nel settembre del 1579, dopo essere stato torturato. Fu beatificato da papa Giovanni Paolo II il 27 settembre 1992.
Nel 1631 fu definitivamente soppressa e il suo territorio fu unito all'arcidiocesi di Tuam.
Dal 1969 Mayo è annoverata tra le sedi vescovili titolari della Chiesa cattolica con il nome di Mageó; dal 15 aprile 2003 il vescovo titolare è Thomas Anthony Williams, già vescovo ausiliare di Liverpool.

## Cronotassi

### Vescovi
- San Gerald † (circa 665/670 - 13 marzo 697 deceduto)
- Muredach MacIrdach † (726 o 732 - ?)
- Aidan † (? - 768 deceduto)
- O'Dunnan †
- O'Cnall †
- O'Duffey †
- Cele O'Dubhai †
- Krite O'Duffey † (? - 1210 deceduto)
- Gilla na Nev O'Ruadan † (? - 1213 deceduto)
- Stephen O'Brachin ? † (? - 1231 deceduto)
- William Prendergast, O.F.M. † (16 luglio 1428 - 1430 deposto)
- Nicholas Wagomay, O.F.M. † (17 luglio 1430 - ?)
- Martin De Blya, O.Cist. † (10 aprile 1432 - ? dimesso)
- Hugh O'Higgin, C.R.S.A. † (31 agosto 1439 - ?)
- Simon Düren, O.Carm. † (12 agosto 1457 - 28 agosto 1470 deceduto)
- John Bell, O.F.M. † (4 novembre 1493 - dopo il 1526)
- Eugene MacBrehon, O.Carm. † (21 novembre 1541 - 1559 deceduto)
- Dermot O'Cleary, O.F.M.Obs. † (12 febbraio 1574 - 1575 deceduto)
- Beato Patrick O'Healy, O.F.M.Obs. † (4 luglio 1576 - settembre 1579 deceduto)
- Adam Magauran † (29 luglio 1585 - ?)

### Vescovi titolari
- James Moynagh, S.P.S. † (5 febbraio 1970 - 11 dicembre 1970 dimesso)
- Robert Healy † (2 ottobre 1975 - 18 novembre 2002 deceduto)
- Thomas Anthony Williams, dal 15 aprile 2003